# Гибристофилия

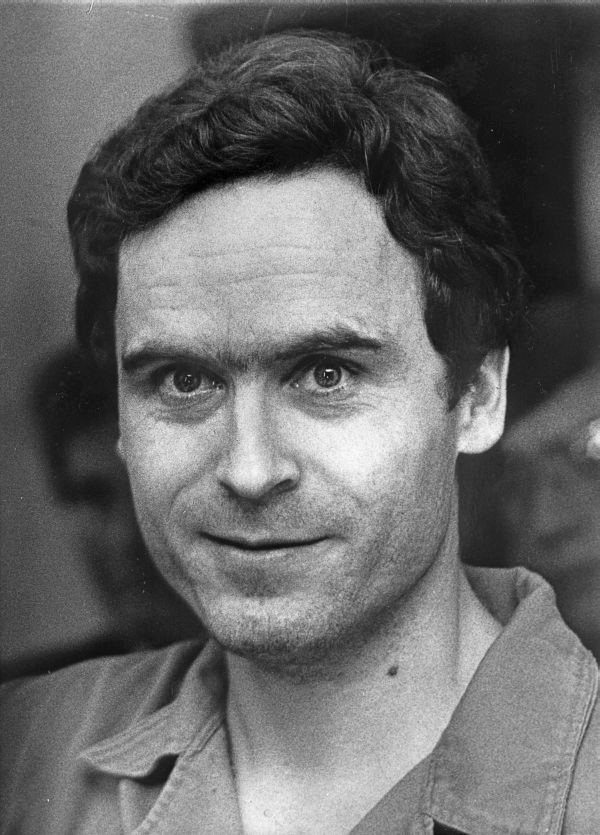
Серийный убийца Тед Банди был популярным объектом гибристофилии, и многие женщины писали ему любовные письма и присутствовали на его судебных процессах.

Гибристофилия (англ. Hybristophilia) — парафилия,  связанная с сексуальным влечением к тем, кто совершает преступления. Хотя гибристофилия встречается реже, у мужчин также может наблюдаться связь с женщинами-серийными убийцами. В некоторых случаях поклонники преступников вступали в брак с объектом своей привязанности в тюрьме. В популярной культуре это явление также известно как «синдром Бонни и Клайда».
Термин «гибристофилия» был введён Джоном Мани в 1986 году и происходит от греческого слова hubrizein (ὑβρίειν), означающего «совершать надругательство над кем-либо» (производного от hubris ὕβρις, «надменность»), и philo, означающего «испытывать сильное влечение к кому-либо».

## Причины
Кэтрин Рамсланд, профессор судебной психологии в Университете Десалеса, обсуждала наличие данной парафилии у женщин и упоминает, что некоторые женщины, которые были замужем за мужчинами-серийными убийцами или встречались с ними, приводили следующие причины:
- «Некоторые верят, что они могут изменить такого жестокого и могущественного человека, как серийный убийца»;
- «Другие «видят» мальчика, которым когда-то был убийца, и стремятся воспитать его»;
- «Некоторые надеялись попасть в поле зрения СМИ или получить часть денег за книгу или фильм о преступнике»;
- «Кроме того, существует понятие «идеальный парень». Она всегда знает, где он находится, и она знает, что он думает о ней. Хотя она может утверждать, что кто-то любит её, ей не приходится сталкиваться с повседневными проблемами, с которыми сталкиваются большинство отношений. Ему не нужно ни стирать, ни готовить, ни отчитываться перед ним. Она может поддерживать фантазию в течение длительного времени».

Другие приводили примерно такие доводы: «Некоторые исследователи в области психического здоровья сравнивают увлечение убийцами с крайними формами фанатизма. Они рассматривают таких людей как неуверенных в себе, которые не могут найти любовь обычными способами, или как женщин, избегающих любви, которые ищут романтических отношений без возможности их реализаций». Психолог Леон Ф. Зельцер предполагает, что гибристофилия может быть связана с риском от свиданиями с преступниками, желанием приручить или исправить их, а также примитивными инстинктами, основанными на эволюционной психологии. В последней теории он упоминает, что доминирование привлекательно, поскольку, согласно эволюционной истории, это означало бы, что такие мужчины могли бы защищать женщин и их потомство. Зельцер говорит, что современные женщины могут осознавать, что встречаться с серийным убийцей неразумно, но, тем не менее, они испытывают к тем влечение; он заявил: «как психотерапевт, я сталкивался со многими женщинами, которые оплакивали свою уязвимость перед доминирующими мужчинами, которые, как они сознательно признавали, им не подходили».
Как доказательство того, что женщины в своих фантазиях предпочитают доминирующих мужчин, он ссылается на книгу Оги Огаса и Сая Гаддама «Миллиард порочных мыслей: что показывает крупнейший в мире эксперимент о человеческих желаниях (A Billion Wicked Thoughts: What the World's Largest Experiment Reveals about Human Desire)». Зельцер обсудил довод Огаса и Гаддама о том, что гибристофилия является доминирующим сюжетом большинства эротических и/или романтических книг и фильмов, написанных для женщин, но фантазия всегда утверждает, что это мужское доминирование условно, «на самом деле не отражает сокровенную реальность мужчины». Он также говорил, что на самом деле очень немногие женщины действительно поддаются влиянию таких «примитивных инстинктов».
Элизабет Гуриан писала, что гибристофилия может быть результатом того, что человек стал жертвой жестокого обращения или ищет внимания. Также был отмечен вклад социальных сетей в упрощение демонстрации привлекательности гибристофилии: в документе, опубликованном в 2023 году, говорилось, что «если социальныхе сети, включая TikTok, предоставят пользователям возможность свободно выражать свои мысли публично и анонимно, то люди, желающие продемонстрировать и поделиться своей привязанностью и восхищением преступниками, могут воспользоваться такими платформами». Была также установлена связь с тем, что это делается с целью «контроля страха», когда люди сознательно или бессознательно отрицают угрозу в соответствии с расширенной моделью параллельного процесса.

## Известные примеры
- Одним из самых печально известных примеров гибристофилии является большое количество женщин, которых привлёк Тед Банди после ареста[9][10]. Каждый день в переполненных залах суда, где проходили его судебные слушания, он часто привлекал внимание десятков женщин[11]. Банди якобы получил сотни любовных писем от женщин, пока находился в заключении, и женился на Кэрол Энн Бун, с которой познакомился, когда они оба работали в Вашингтоне. Он сделал ей предложение в суде, когда Бун давала свидетельские показания. Позже она родила дочь, отцом которой, как считалось, был Банди[12][13].
- Говорят, что у Джеффри Дамера, серийного убийцы, были любовницы, которые присылали ему письма, деньги и другие подарки во время его пребывания в тюрьме, несмотря на то, что он был геем и каннибалом[14].
- У Ричарда Рамиреса, убившего 13 человек и проявлявшего «более чем мимолётный интерес» к сатанизму, были поклонники, которые писали ему письма. В их число входила Дорин Лиой, которая вышла за него замуж в тюрьме штата Сан-Квентин в Калифорнии 3 октября 1996 года[15]. Однако Лиой в конечном итоге разорвала отношения с Рамиресом в 2009 году после того, как анализ ДНК подтвердил, что он изнасиловал и убил 9-летнюю Мэй Люн, хотя, похоже, она так и не подала на развод.
- Фанатки культового лидера Чарльза Мэнсона также можно считать примерами гибристофилии[16].
- Такие террористы, как Тед Качинский[17], Тимоти Маквей, Андерс Беринг Брейвик[18] и Джохар Царнаев[19], также были объектами гибридофилии.
- Скулшутеры Эрик Харрис и Дилан Клиболд прославились тем, что посмертно стали объектами гибристофилии[20].
- Карла Хомолка, серийная убийца, и сообщница своего мужа Пола Бернардо, считается некоторыми судебными психиатрами гибристофилкой[21].
- Джереми Микс[англ.], арестованный в 2014 году по обвинению в незаконном хранении оружия, стал популярным благодаря своей фотографии на Facebook. После освобождения он стал фотомоделью[22][23].